# Stand Up (Album)
Stand Up ist das zweite Studioalbum der britischen Progressive-Rock-Band Jethro Tull. Es wurde im April 1969 im Morgan Studio in London aufgenommen und im selben Jahr in Großbritannien veröffentlicht (Island ILPS 9103).

## Besetzung
Nachdem der Gitarrist Mick Abrahams aufgrund musikalischer Differenzen mit Ian Anderson die Band verlassen hatte, und nach einem kurzen Gastspiel von Tony Iommi, dem späteren Gitarristen und Gründungsmitglied von Black Sabbath, kam Martin Lancelot Barre zu Jethro Tull. Er sollte von da an neben Anderson das einzige dauerhafte Mitglied der Band sein. Ian Anderson übernahm ab diesem Album allein die Aufgabe des Stückeschreibens.
Der zum Zeitpunkt der Aufnahme 21-jährige Anderson ist auf dem Album als Sänger und Multiinstrumentalist tätig, u. a. spielt er sowohl die erste wie auch die zweite Querflöte.
Die Streicher-Beiträge in Reasons for Waiting wurden von David Palmer, der später Mitglied von Jethro Tull wurde, arrangiert und dirigiert.

## Geschichte
Durch den Ausstieg von Mick Abrahams verschob sich auch die musikalische Ausrichtung der Band. War das erste Album This Was noch teilweise dem Blues zuzurechnen, ist auf Stand Up meist Progressive Rock mit Folk-Rock-Einflüssen zu hören.
Das Stück We Used to Know wird oft mit Hotel California von den Eagles verglichen, das später entstand. Ein Urheberrechtsverfahren hat jedoch nicht stattgefunden.
2001 erschien das Album remastered mit vier Extratiteln auf CD. 2010 wurde eine Collector’s Edition („Sammlerausgabe“) mit Zusatzmaterial auf zwei CD und DVD veröffentlicht. 2016 erschien das Album als „Steven Wilson-Stereo-Remix“ (LP, CD). 

### Album

#### LP-Version
A New Day Yesterday ist ein Bluesrock-Stück, in dem E-Gitarre und Querflöte dominieren, aber auch eine Mundharmonika vorkommt. Das häufig wiederkehrende Riff von E-Bass und E-Gitarre wird schon zu Beginn gespielt. Der Sänger hat „gestern“ eine Frau kennengelernt und den Tag mit ihr genossen. Er ist traurig, dass er „heute“ fort muss.
Jeffrey Goes to Leicester Square bezieht sich auf Ian Andersons Freund Jeffrey Hammond, der in dem Lied eine Frau am Leicester Square beobachtet, die sich städtisch und gebildet gibt und damit für Jeffrey als Partnerin ausscheidet. Das Stück ist wenig eingängig, rhythmisch komplex und trotzdem liedhaft.
Bourée (mit nur einem ‚r‘ geschrieben) ist ein Instrumental, das auf der Bourrée aus Johann Sebastian Bachs Suite für Laute in e-moll, BWV 996 beruht. Das Stück besteht aus drei Teilen: dem Thema, einer jazzigen Improvisation, in der Querflöte und E-Bass dominieren, und der Wiederaufnahme des Themas, diesmal mit zwei Flöten. Die Übergänge sind fließend.
Back to the Family schildert das Gefühl der Anspannung, wenn der Sänger unterwegs – auf Tournee – ist und sich nach seinem Zuhause sehnt, aber auch das Gefühl der Sehnsucht nach der Stadt, wenn der Sänger zuhause ist. Das Stück beginnt mit der Strophe im Stil der Beatmusik, dann wird es mit dem Einstieg der Querflöte rockiger. Die zweite Strophe entspricht musikalisch der ersten, bevor das Stück bis zum Schluss noch rockiger wird.
Look into the Sun ist ein langsames Stück mit einem Intro der akustischen Gitarre; später mit E-Gitarre und E-Bass ein wenig rockiger werdend. Der Sänger ist traurig, dass er seine Liebe noch nicht gefunden hat, hofft aber weiterhin und „schaut in die Sonne“.
Nothing Is Easy ist ein schneller Rocksong mit E-Gitarre, das von der Querflöte eingeleitet wird. Auf den Titel „Nichts ist einfach“ antwortet der Sänger, dass man sich das Leben nicht zu schwer machen soll; bei ihm stünde die Sorge um das „Kleingeld“ an letzter Stelle – notfalls solle man die Musik von Jethro Tull hören.
Fat Man ist ein humorvoll gespieltes, folkiges Lied, in dem sich der Sänger freut, nicht dick zu sein. Der einzige Vorteil des Dickseins sei, dass man schneller einen Berg hinunterrollen könne.
We Used to Know bezieht sich auf die Vorläufer-Band von Jethro Tull, John Evan Smash, als die Bandmitglieder unter bescheidenen Bedingungen lebten und mehrere Mitglieder die Band verließen. Das Stück beginnt sofort mit Gesang. Der Rhythmus ist ruhig, die Querflöte und die E-Gitarre spielen Soli.
Reasons for Waiting ist ein Liebeslied, in dem der Sänger eine Frau im Schlaf betrachtet. Er kam von weit her, um sie lächeln zu sehen. In dem poetischen Text malt er sich die Zukunft aus. Das Stück ist von akustischer Gitarre, der Querflöte und der Orgel bestimmt, bevor ein Streichorchester hinzukommt. Die Rhythmik ist komplex.
In dem Lied For a Thousand Mothers verarbeitet Ian Anderson sein getrübtes Verhältnis zu seinen Eltern. Es richtet sich an alle Mütter, die sich den Ambitionen ihrer Kinder entgegengestellt haben. Dieser Rocksong wird vor allem durch Querflöte und Schlagzeug angetrieben. Den Schluss bildet eine etwa 45 Sekunden lange Reprise.

#### Extratitel
Die vier Extratitel der CD-Ausgabe von 2010 stammen von zwei Singles, die etwa zur selben Zeit wie Stand Up veröffentlicht wurden.
Living in the Past ist ein ruhiges, im Verlauf dynamischer werdendes Stück im Fünf-Viertel-Takt. Der Sänger appelliert an seine Partnerin, mit ihm in der Vergangenheit zu leben, in der es keinen Krieg und keine Revolution gibt. Der Driving Song ist durch sein E-Bass-Riff und ein Querflötensolo bestimmt und handelt von einem Arbeitnehmer, der endlich nicht mehr „getrieben“ werden möchte.
Sweet Dream ist ein rockiges, melodisches Stück mit E-Gitarren-Solo und Streichern, in dem der Sänger davon träumt, weg von zu Hause zu sein und selbstständig leben zu können.
Das beatartige 17 bezieht sich auf einen 21-Jährigen, der sich an die Zeit als 17-Jähriger erinnert.

## Cover
Das Originalcover zeigt eine leicht karikaturistische, als Holzschnitt gefertigte Zeichnung der vier Bandmitglieder in Schwarz-Gelb sowie in gleichen Farben den Titel und den Bandnamen. Im Inneren des Klappcovers gibt es ein schwarz-gelbes Blumenmuster. Darauf ist ein Pappschild mit den – bis auf den Kopf – gezeichneten Bildern der Musiker so aufgeklebt, dass sie beim Öffnen des Covers „aufstehen“. Die Rückseite ist überwiegend weiß mit einem runden Bild in der Mitte, das die vier Musiker im Stil der Vorderseite von hinten zeigt. Das Cover schuf der New Yorker Jimmy Grashow nach Ideen von Terry Ellis und John Williams.

## Titelliste
Alle Texte und Kompositionen von Ian Anderson, wenn nichts anderes angegeben.

### Seite 1
1. A New Day Yesterday – 4:06
2. Jeffrey Goes to Leicester Square – 2:08
3. Bourée (Bach, arr. Anderson) – 3:43
4. Back to the Family – 3:48
5. Look into the Sun – 4:18

### Seite 2
1. Nothing Is Easy – 4:21
2. Fat Man – 2:49
3. We Used to Know – 3:56
4. Reasons for Waiting – 4:02
5. For a Thousand Mothers – 4:12

Spielzeiten stammen von der LP, die der CD weichen leicht ab.
Auf der 2001 remasterten CD sind zusätzlich noch folgende vier Titel enthalten
1. Living in the Past – 3:23
2. Driving Song – 2:44
3. Sweet Dream – 4:05
4. 17 – 3:07

### Collector’s Edition

#### CD 1
Titel wie oben und dazu Radioaufnahmen aus John Peels Top Gear Session.
- Bourée
- A New Day Yesterday
- Nothing Is Easy
- Fat Man

#### CD 2 – Live at Carnegie Hall, 1970
1. Nothing Is Easy
2. My God
3. With You There to Help Me
4. By Kind Permission of
5. A Song for Jeffrey
6. To Cry You a Song
7. Sossity, You’re a Woman
8. Reasons for Waiting
9. Dharma for One
10. We Used to Know
11. Guitar Solo
12. For a Thousand Mothers

#### DVD
Die DVD enthält das Konzert und ein Interview mit Ian Anderson.

## Kommerzieller Erfolg

### Chartplatzierungen
| ChartsChartplatzierungen       | Höchstplatzierung | Wochen |
| ------------------------------ | ----------------- | ------ |
| Deutschland (GfK)              | 5 (36 Wo.)        | 36     |
| Vereinigte Staaten (Billboard) | 20 (40 Wo.)       | 40     |
| Vereinigtes Königreich (OCC)   | 1 (29 Wo.)        | 29     |

### Auszeichnungen für Musikverkäufe
| Land/Region                  | Auszeichnungen für Musikverkäufe (Land/Region, Auszeichnung, Verkäufe) | Verkäufe |
| ---------------------------- | ---------------------------------------------------------------------- | -------- |
| Vereinigte Staaten (RIAA)    | Gold                                                                   | 500.000  |
| Vereinigtes Königreich (BPI) | Silber                                                                 | 60.000   |
| Insgesamt                    | × Silber · × Gold ·                                                    | 560.000  |